# 김천일
김천일(金千鎰, 1537년 ~ 1593년)은 임진왜란 당시의 의병장이다. 자는 사중, 호는 건재(健齋), 본관은 언양이며, 시호는 문렬(文烈)이다.

## 생애
1537년 전남 나주군에서 진사(進士) 김언침의 아들로 태어났다. 어려서 부모를 여의고 이항의 문하에서 수업하였다. 1573년(선조 6년) 학행으로 발탁되어 군기시 주부가 되었고, 이후 용안현감과 강원도·경상도의 도사를 역임하였다. 사헌부 지평 때 상소를 올렸다 좌천되어 외직으로 나갔으며, 1578년(선조 11년) 임실 현감을 지냈다. 이후 담양부사·한성부 서윤·수원부사를 역임하였다.
1592년 임진왜란 때에 나주에서 고경명(高敬命), 최경회(崔慶會), 박광옥 등과 함께 의병을 일으킬 것을 호소하고, 5월 6일 의병을 일으켰으며, 평안도를 향하다 왜적과 전투를 벌이며 수원 행산고성을 거쳐, 8월 전라병사 최원의 관군과 함께 강화성으로 들어갔다.
그 공으로 장례원 판결사가 되고 창의사의 군호를 받았다. 왜군의 점령하에 있던 한성부에 결사대를 비밀 잠입시켜 싸우거나, 한강변의 여러 왜군진을 급습하는 등 크게 활약하였다. 이듬해 명나라 이여송(李如松)의 군대가 개성으로 오고 있을 때, 이들에게 지형과 적의 형편 등을 알려 작전을 도왔다.
왜군이 남으로 후퇴하기 시작하자, 이를 추격하여 1593년 음력 6월에 병마절도사 최경회 등과 진주성에 주둔하였다. 1593년 명나라와 왜국 간에 강화가 제기되었을 때 이를 반대했다. 그 후 제2차 진주성 전투에서 왜군이 대군을 이끌고 성벽을 넘어 들이닥쳤으나, 아군은 화살이 떨어지고 창검이 부러져 대나무 창으로 맞서 싸우다가 마침내 성이 함락되었다. 이에 그의 아들 김상건과 함께 남강에 투신하여 자살하였다.
이후에 증 의정부좌찬성(議政府左贊成)이 추증되고, 1618년(광해군 10)에 증 의정부영의정이 가증되었다. 나주의 정열사, 진주의 창렬사, 순창의 화산서원, 태인의 남고서원, 임실의 학정서원 등에 배향되었다. 시호는 문열이다.
유성룡(柳成龍)은 《징비록(懲毖錄)》에서 “김천일은 의만 높고 재주가 없어서 졌다.”고 평가하였다.

## 가족 관계
- 할아버지 : 김윤손(金潤孫)
  - 아버지 : 김언침(金彦琛)
  - 어머니 : 이감(李瑊, 양성 이씨)의 딸
    - 부인 : 김해 김씨(金海 金氏) - 위원군수(渭原郡守) 김효량(金孝良)의 딸
      - 아들 : 김상건(金象乾)(1557~1593)
        - 손자: 김영종(金永宗)
        - 손녀: 최득일(崔得一) 출가
        - 손녀: 홍남주(洪南柱) 출가
          - 외증손자: 홍이익(洪以益)
          - 외증손자: 홍이무(洪以武)

      - 아들 : 김상곤(金象坤)
        - 손자: 김찬종(金纘宗)
          - 증손녀: 이담(李澹) 출가
          - 증손녀: 나희(羅僖) 출가
            - 외현손: 나천로(羅天老) 진사
            - 외현손: 나천정(羅天鼎) 진사
            - 외현손: 나천형(羅天亨) 진사
            - 외현손: 나천태(羅天兌)

        - 손녀: 정립(鄭岦) 출가

      - 딸: 정진명(鄭振溟) 출가

## 저서
《송천집》, 《건재유집》 등이 있다.

## 같이 보기
- 제2차 진주성 전투